# 獅子山下 同心抗疫
《獅子山下 同心抗疫》是一首因應2019冠狀病毒病香港第五波疫情，而於2022年發表的粵語合唱歌曲，改編自1979年由香港已故男歌手羅文原唱的粵語流行歌曲《獅子山下》。該歌曲集合多位香港藝人參與錄製，以向全港醫護人員致敬，並表示支持他們為對抗疫情而服務香港市民的無私精神。該歌曲於2022年2月19日在無綫電視翡翠台特備節目《爭分奪秒同抗疫》中首播。

## 製作團隊
- 作曲：顧嘉煇
- 填詞：盧永強
- 編曲：黃安弘
- 監製：伍仲衡

## 參與歌手
排名不分先後：方力申、方伊琪、文凱婷、方樹樑、古巨基、艾妮、伍富橋、成龍、李日朗、李克勤、谷旻、汪明荃、吳岱融、吳若希、何晉樂、谷婭溦、佘詩曼、李龍基、李麗霞、林子祥、 林沚羿、林君蓮、泳兒、炎明熹、周柏豪、林智樂、冼靖峰、肥媽、林曉峰、松岡李那、胡渭康、姚焯菲、胡楓、侯慧寧、胡鴻鈞、袁偉豪、孫漢霖、陶大宇、張彥博、陳展鵬、陳啟泰、梁雪瑤、陳善渝、區瑞強、連詩雅、張馳豪、梁漢文、敖嘉年、陳潔靈、彭健新、曾樂彤、楊千嬅、詹天文、楊立門、溫兆倫、葉泓聲、葉蒨文、葉麗儀、漢洋、蔡愷穎、黎耀祥、鄭俊弘、劉德華、鄭融、糖妹、謝天華、鍾柔美、薛家燕、鄺美雲、羅凱鈴、譚詠麟、關楚耀、關嘉敏、譚嘉儀、蘇永康、蘇姍、蘇煒喬、龔柯允、Joe Junior